# Francis Kalombo
 (juin 2022).
Pour les articles homonymes, voir Kalombo.
Francis Kalombo est une personnalité politique et homme de droit du Congo-Kinshasa, porte-parole de Moïse Katumbi, et coordinateur du parti Ensemble pour la république dans la ville de Kinshasa, député national en 2006 et réélu en 2021,.